# Giovanni Poleni

Klappsprossenrad von Poleni

Giovanni Poleni (* 23. August 1683 in Venedig; † 15. November 1761 in Padua) war ein italienischer Mathematiker und Astronom.

## Leben
Zunächst absolvierte Poleni ein Studium der Philosophie und Theologie in Venedig und begann eine juristische Karriere, wurde dann aber von seinem Vater an die Mathematik und Astronomie herangeführt, sodass er ab 1709 einen Lehrstuhl für Astronomie an der Universität Padua innehatte, ab 1715 zusätzlich einen für Physik. Er beschäftigte sich dort mit Problemen der Hydraulik im Zusammenhang mit der Bewässerung in der Lombardei.
1719 übernahm er als Nachfolger von Nikolaus I Bernoulli den Lehrstuhl für Mathematik in Padua.
Seit 1738 betrieb er ein eigenes Laboratorium, in dem er physikalische Experimente unternahm, über die er dann auch Vorträge hielt. Zu seinen Untersuchungesgegenständen zählten neben der Hydraulik und der Astronomie auch die Archäologie und die Meteorologie. Viele seiner Ergebnisse fanden auch eine praktische Umsetzung, so seine Untersuchungen zu Schiffsankern, Kränen und Flaschenzügen.
1709 veröffentlichte er die Konstruktionszeichnungen einer hölzernen Rechenmaschine mit Gewichtantrieb. Diese funktioniert auf Basis von Zahnrädern mit veränderbarer Zähneanzahl, den sogenannten Sprossenrädern. Die Realisierung seiner Maschine scheiterte an den damaligen Fertigungsmöglichkeiten, so dass Poleni seine Maschine eigenhändig zerstörte.
1748 schrieb er ein Gutachten im Auftrag des Papstes zur Statik der Kuppel im Petersdom, womit auch unabhängig 1742 Thomas Le Seur, Rugjer Josip Bošković und François Jacquier beauftragt waren. Dazu nahm er an, dass die Stützlinie in Form einer Kettenlinie verlief, und erhielt experimentell durch Konstruktion einer Kettenlinie mit einer relativen Gewichtsverteilung ähnlich der Kuppel im Petersdom deren Verlauf (projiziert in die Kuppel konnte er zeigen, dass sie innerhalb des Mauerwerks verlief).
1710 wurde er auf Vorschlag von Isaac Newton als Mitglied in die Royal Society berufen. Seit 1715 war er auswärtiges Mitglied der Königlich Preußischen Sozietät der Wissenschaften und seit 1739 der Académie des sciences in Paris. 1725 wurde er Ehrenmitglied der Russischen Akademie der Wissenschaften in St. Petersburg.
Nach Poleni ist die Poleni-Formel für den Abfluss über ein Wehr oder eine Überfallkante benannt, siehe Überfallbeiwert.

## Schriften (Auswahl)

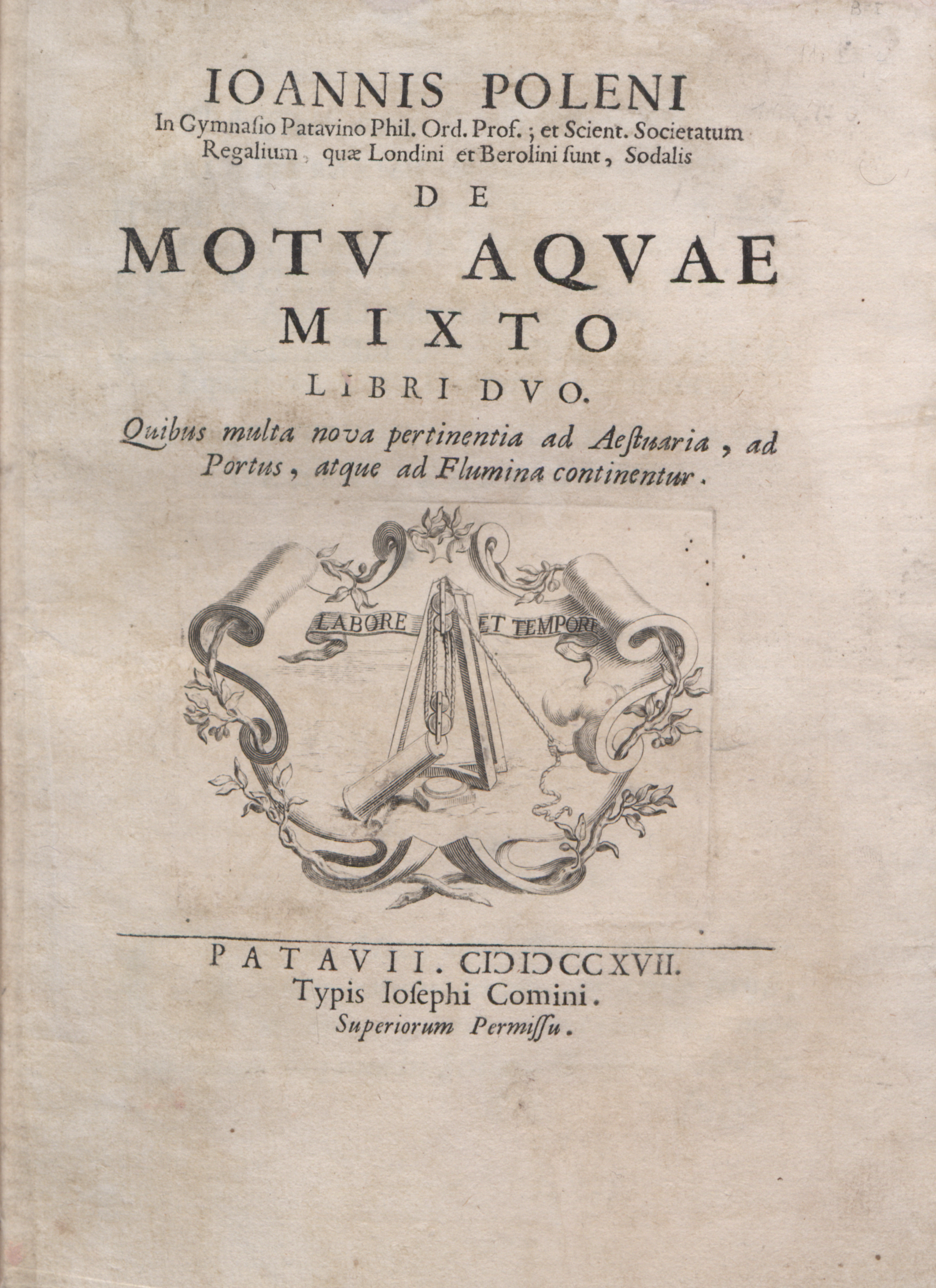
De motu aquae (1717)

- De vorticibus coelestibus dialogus: qui accedit quadratura circuli Archimedis. Conzatti, Padua 1712. (Digitalisat)
- De physices in rebus mathematicis utilitate: praelectio. Conzetti, Padua 1716. (Digitalisat)
- Utriusque thesauri antiquitatum romanarum graecarumque nova supplementa. Pasquali, Venedig 1737. (Digitalisat)
- Exercitationes Vitruvianae primae, hoc est Ioannis Poleni Commentarius criticus de M. Vitruvii Pollionis Architecti X. Manfrè, Padua 1739. (Digitalisat) (Kommentar zu Vitruv)
- Institutionum philosophiae mechanicae specimen. Seminar, Padua 1741. (Digitalisat) (Vorlesung über mechanische Experimente)
- Memorie istoriche della gran cupola del Tempio Vaticano. Padua 1748. (Über die Kuppel des Petersdoms) (Digitalisat auf e-rara)
- Sexti Julii Frontini De aquae ductibus urbis Romae commentarius. Padua 1749. Ausgabe und Kommentar eines Antiken Werks von Sextus Julius Frontinus zur Wasserversorgung in Rom.
- Del Teatro Olimpico Di Andrea Palladio In Vicenza. Seminar, Padua 1749. (Digitalisat) (Über das Theater in Vicenza von Andrea Palladio).